# Чичо Дядко
„Чичо Дядко“ (на английски: Uncle Grandpa) е американски анимационен сериал, който е създаден от Питър Браунгарт за „Картун Нетуърк“, и се излъчва премиерно на 2 септември 2013 г. и свършва на 30 юни 2017 г. Той е продуциран от „Картун Нетуърк Студиос“.

## Сюжет
Главният герой от анимационния сериал Чичо дядко пътува по света с магическия си ван, посещавайки всички деца и тийнейджъри, за да провери как се справят и да им помогне в трудни ситуации. Чичо дядо има приятели: парче пица в тъмни слънчеви очила на име Стив, говореща фани раница на име Барсет, флегматичен динозавър на име г-н Гус и истински гигантски летящ тигър, монтиран от реалистична снимка. Сюжетът на всеки епизод се съсредоточава върху един детски страх или проблем и неговото решение в стила на чичо дядо: остроумно, абсурдно, но винаги ефективно.

## Актьорски състав
- Питър Браунгарт – Чичо Дядко
- Кевин Майкъл Ричардсън – господин Гюс
- Адам Дивайн – Пица Стийв
- Ерик Бауза – Бели Бег

## В България
В България сериалът започва излъчване по локалната версия на Картун Нетуърк на 19 юни 2014 г. с български дублаж, записан в студио „Про Филмс“. В него участват Росен Русев, Момчил Степанов, Кирил Бояджиев, Петър Бонев, Иван Велчев и други.